# Börde-Hakel
Börde-Hakel est une commune de Saxe-Anhalt, en Allemagne.

## Histoire
Elle a été créée le 1er janvier 2010, par fusion des anciennes communes de Etgersleben, Hakeborn et Westeregeln.

## Population
La commune compte 3 025 habitants en 2022.

## Politique
De 2023 à 2030, le maire de la commune est Tim Heberling.